# Metaphycus terani
Metaphycus terani är en stekelart som beskrevs av Fidalgo 1981. Metaphycus terani ingår i släktet Metaphycus och familjen sköldlussteklar. Inga underarter finns listade i Catalogue of Life.